# Hokutosei

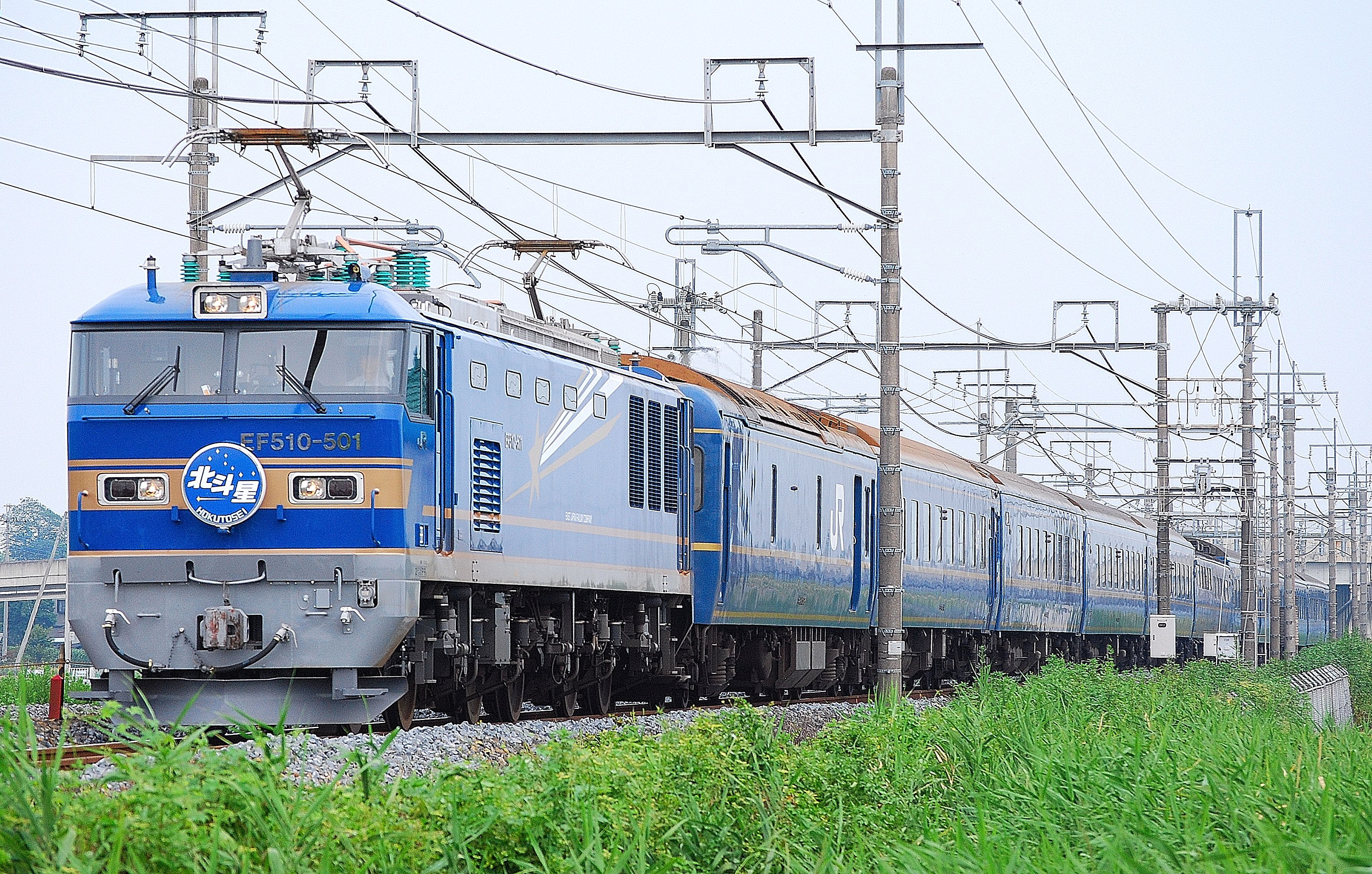
Hokutosei, gezogen von einer E-Lok der Klasse EF510-501, September 2010

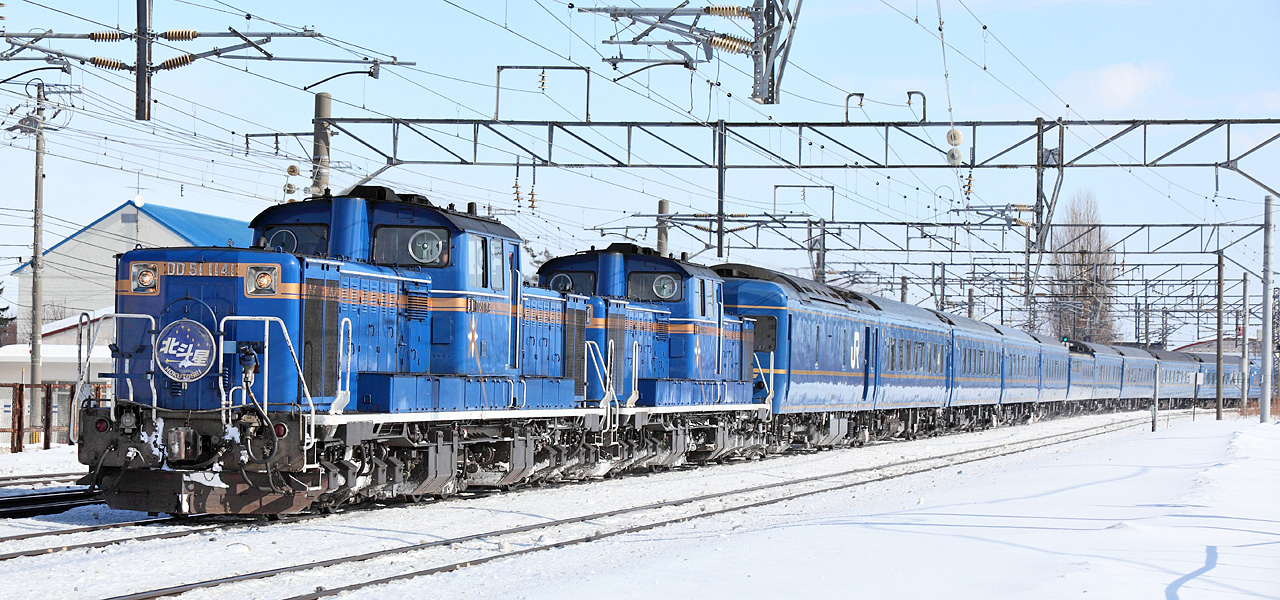
Hokutosei, gezogen von zwei Dieselloks der Klasse DD51 der JR Hokkaido, Februar 2010

Der Hokutosei (jap. 北斗星) war ein „Limited Express“ (engl. für tokkyū) zwischen dem Bahnhof Ueno in Tokio und dem Bahnhof Sapporo in Sapporo. Es war ein Schlafwagenzug, der in Kooperation von East Japan Railway Company (JR Higashi-Nihon) und Hokkaido Railway Company (JR Hokkaidō) betrieben wurde. Der Zug fuhr über Nacht und hat eine Reisezeit von 16,5 Stunden. Auf seiner Strecke fuhr er durch den 53,94 km langen Seikan-Tunnel. Der Hokutosei war einer von zwei Schlafwagenzügen auf dieser Strecke. Der andere Zug war der Cassiopeia.
Hokutosei, wörtlich „Sterne der Nördlichen Schöpfkelle“, ist der japanische Name für das Sternbild Großer Bär (Ursa Major). Das Sternbild ist auch auf dem Logo des Zuges zu sehen, das an der Front des Triebwagens montiert ist.
Die Astronomen Masayuki Yanai und Kazurō Watanabe benannten den am 4. Januar 1989 entdeckten Asteroiden (5374) Hokutosei nach ihm.

## Streckenverlauf
Die etwa 1200 km lange Strecke führte von Ueno (Tokio) nach Sapporo. Der Zug hielt in Ōmiya, Utsunomiya, Kōriyama, Fukushima und Sendai. Vereinzelt gab es weitere Stopps in Ichinoseki und Morioka. Der erste Haltepunkt auf der Insel Hokkaido war die Stadt Hakodate. Von dort fuhr der Zug in 5 Stunden durch bis Sapporo.
Bis 2005 hielten manche Züge auch innerhalb des Seikan-Tunnels an einem der beiden Nothaltebahnhöfe. Dieser Stopp ohne Zusteigmöglichkeit war nur für die Touristen und wurde gestrichen als man begann, den Tunnel für den Shinkansen-Betrieb umzurüsten.
Auf seiner Strecke nutzte der Hokutosei die Gleise von drei verschiedenen Betreibern. Der Zug selbst wurde dabei in Kooperation von JR East und JR Hokkaido betrieben. Die nicht zu JR gehörenden Gleisabschnitte sind die Iwate-Ginga-Tetsudō-Linie und die Aoimori-Tetsudō-Linie.
- Ueno–Morioka: Tōhoku-Hauptlinie (JR East)
- Morioka–Metoki: Iwate-Ginga-Tetsudō-Linie
- Metoki–Aomori: Aoimori-Tetsudō-Linie
- Aomori–Hakodate: Tsugaru-Kaikyō-Linie (JR Hokkaido)
- Hakodate–Oshamambe: Hakodate-Hauptlinie (JR Hokkaido)
- Oshamambe–Numanohata: Muroran-Hauptlinie (JR Hokkaido)
- Numanohata–Shiroishi, Chitose-Linie (JR Hokkaido)
- Shiroishi–Sapporo: Hakodate-Hauptlinie (JR Hokkaido)

### Erdbeben im März 2011
Nach dem Erdbeben im März 2011 und dem dadurch ausgelösten Reaktorunfall im Kernkraftwerk Fukushima-Daiichi, wurde der Betrieb des Hokutosei sowie aller anderen Bahnlinien zwischen Sendai und Ueno ausgesetzt. Ende Mai 2011 wurde dann der Betrieb wieder aufgenommen.

## Preise
Der Hokutosei bot zwei Preisklassen: In der Klasse „A“ kostete jede Fahrt/Übernachtung gleich viel, unabhängig von Ein- und Ausstiegsort. Der Preis lag bei 6.300 ¥. In der Klasse „B“ gab es unterschiedliche Preise beginnend beim Einzelzimmern 6.300 ¥, über Doppelbettzimmer (6.300 ¥ pro Person) und Twin Deluxe Room 13.350 ¥ pro Person, bis hin zur Royal Suite für 17.180 ¥ für die erste Person und 9.500 ¥ für die zweite (zusammen ¥26.680). Die Preise variierten in dieser Klasse mit der gebuchten Fahrstrecke.

## Zusammensetzung des Zuges
Der Zug hatte in Standardzusammenstellung 10 Schlafwagen der Serie 24, einen Speisewagen und einen Generatorwagen KaNi24. Die Depots dafür waren das Oku-Depot in Tokyo (JR East) und das Sapporo-Depot (JR Hokkaido).
Auf der Strecke wurden drei verschiedene Triebfahrzeuge verwendet. Der Lokwechsel erfolgte in Aomori und Hakodate:
1. Zwischen Ueno und Aomori kam eine JR East EF81 zum Einsatz (eine E-Lok, die für zwei verschiedene Betriebsspannungen ausgelegt ist). Bis Juli 2011 ist der Wechsel auf die EF510-500 geplant.
2. Zwischen Aomori und Hakodate kam eine E-Lok der Reihe ED79 der JR Hokkaido zum Einsatz.
3. Zwischen Hakodate und Sapporo wurden zwei Dieselloks vom Typ DD51 eingesetzt.

## Geschichte
Der Hokutosei nahm im März 1988 mit der Fertigstellung und Eröffnung des Seikan-Tunnels seinen Betrieb auf. 1999 wurde die Strecke durch den Cassiopeia ergänzt. Bis März 2008 fuhren täglich Züge in beide Richtungen. Danach gab es nur noch einen Zug pro Tag in eine Richtung (3 Fahrten nach Sapporo und 3 nach Tokyo je Woche).
Im Zuge der Eröffnung der Hokkaidō-Shinkansen wurde der Betrieb des Hokutosei schrittweise eingestellt. Seit dem 14. März 2015 fuhren nur einzelne Züge zu den Hauptferienzeiten, im August 2015 wurde der Betrieb endgültig eingestellt. Der letzte Zug in Richtung Sapporo fuhr am 21. August, der letzte Zug in Richtung Tokio am Tag darauf.
Ende 2016 wurde in Tokio ein Hokutosei-Hostel eröffnet, das Teile der Einrichtung des Originalzuges verwendet.

## Bilder

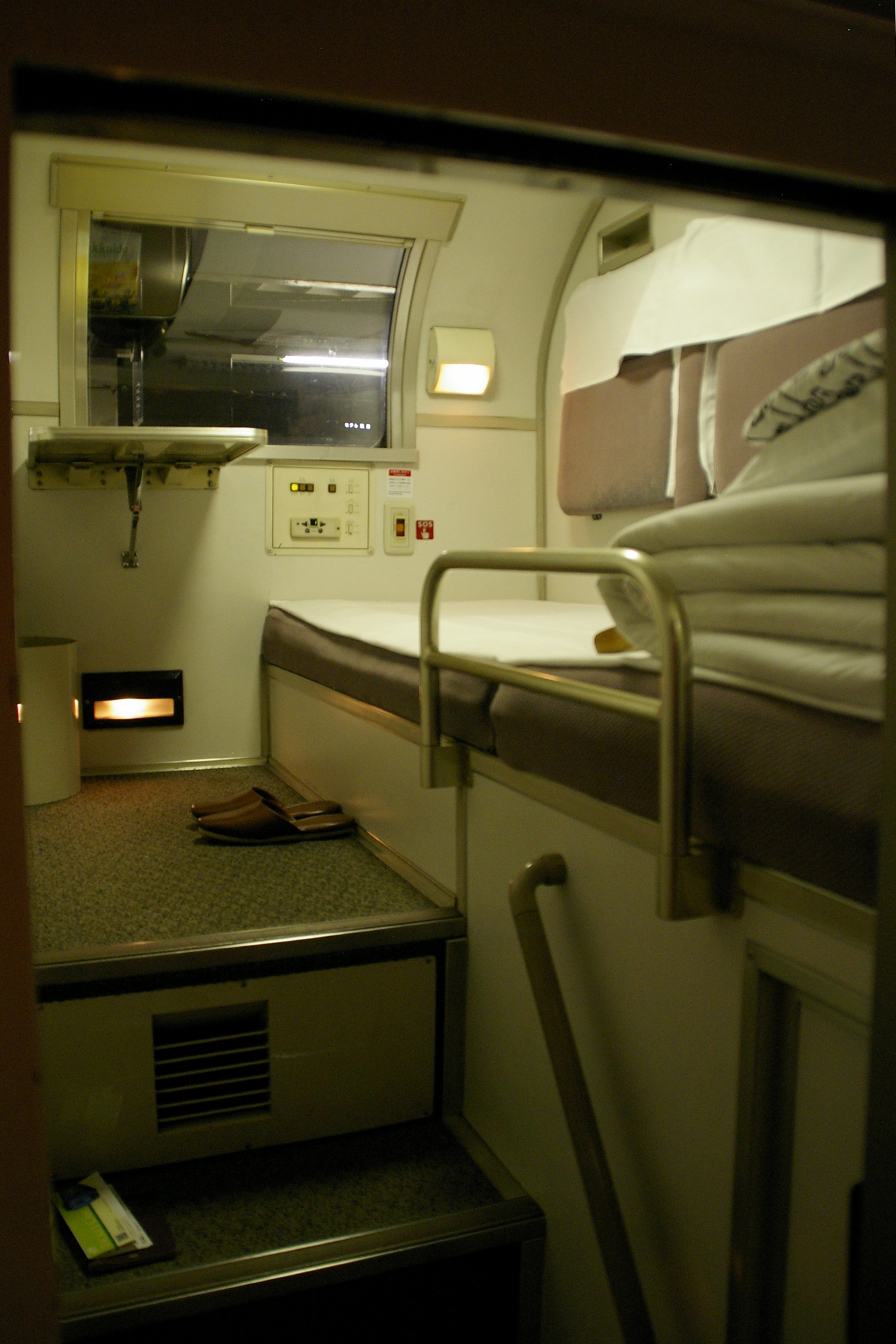
Solo-Schlafabteil der Klasse B
Speisewagen, Innenansicht
Schlafwagen, Außenansicht
Speisewagen, Außenansicht
Die Doppeldiesellok DD51 bei der Einfahrt in Hakodate
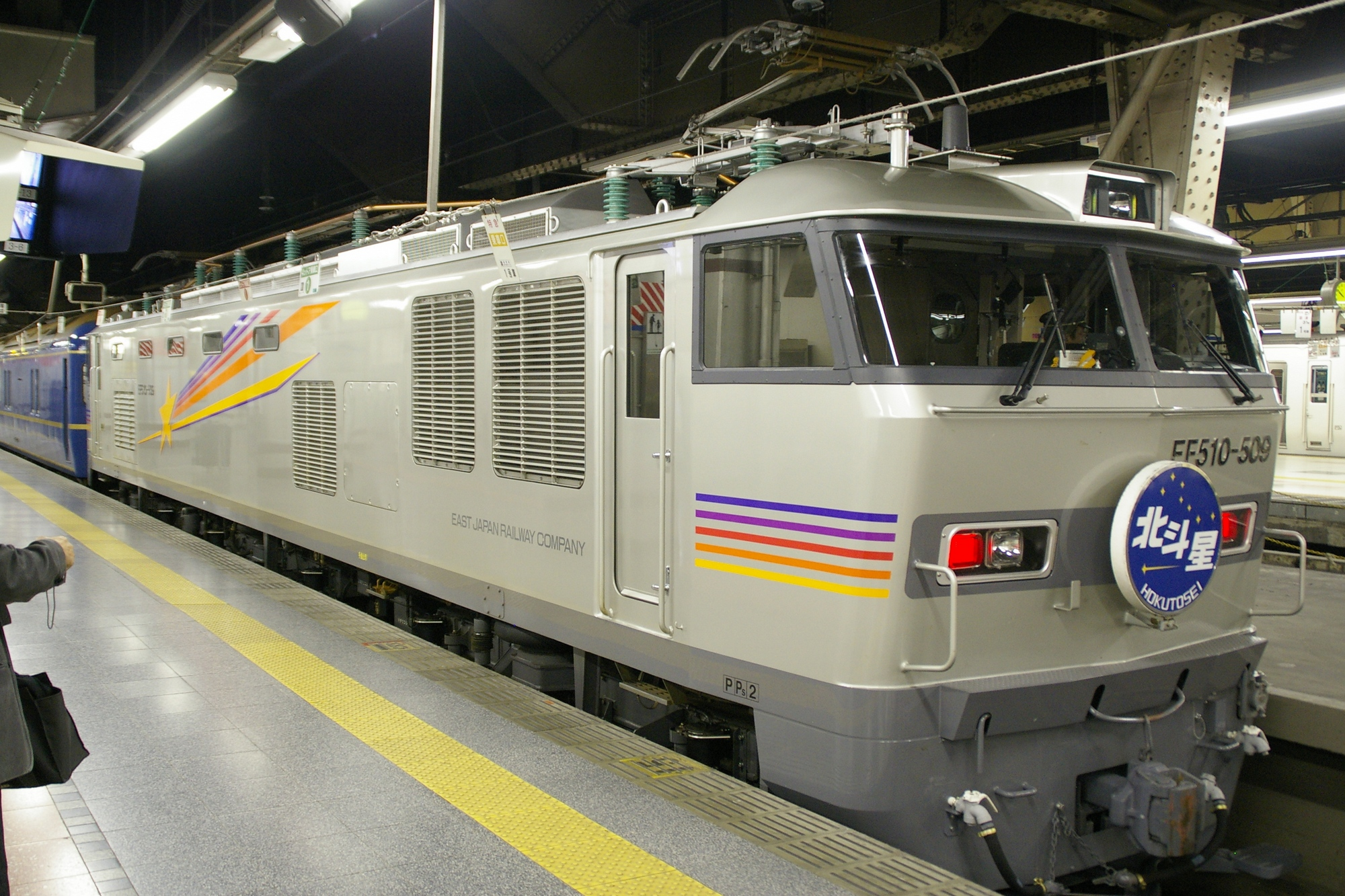
Die E-Lok EF510 bei der Einfahrt in Ueno